# 周美青
周 美青（しゅう びせい、1952年〈民国41年〉11月30日 - ）は第12代、13代中華民国総統馬英九の夫人。

## 経歴

### 生い立ち
国共内戦の影響で両親の避難先の香港で生まれ、台湾の台北市立第一女子高級中学、国立政治大学（法学部）を卒業、アメリカのニューヨーク大学で法学修士課程を修了した。

#### 馬英九のサポート
夫である馬英九の妹は高級中学での同級生であった。馬とはニューヨークで結婚し、その後娘を2人授かった。ニューヨークでは、馬がハーバード大学博士課程の間、研究助手、司書補、時には中華レストラン主任として働き、馬を支えた。
台湾の兆豊国際商業銀行の法務部門に勤めていたが、馬が2008年の総統選挙で勝利した後は夫の総統在任中の利害対立や疑惑を避けるため、取締役会メンバーを辞した。

#### 総統夫人として来日
2014年（民国103年）7月31日、中華民国と日本が1972年（民国61年）に国交を断絶して以来初めて、中華民国総統夫人として日本を訪れた。 